# Хелена (острво)
Острво Хелена (енгл. Helena Island) је једно од острва у канадском арктичком архипелагу. Острво је у саставу канадске територије Нунавут. 
Површина износи око 326 km², а острво је ненасељено.